# Вікінгур (Гета)
«Вікінгур» (фар. Víkingur) — фарерський футбольний клуб з острова Естурой, який виник у 2008 році в результаті об'єднання клубів «ГІ Гьота» та «Лейрвік». Команда проводить свої домашні матчі у селищах Нодрагьота та Лейрвік на стадіонах обох клубів, які її створили. Виступає у фарерській прем'єр-лізі.

## Досягнення
- Чемпіон Фарерських островів (3): 2016, 2017, 2024
- Володар кубка Фарерських островів (6): 2009, 2012, 2013, 2014, 2015, 2022
- Володар суперкубка Фарерських островів (5): 2014, 2015, 2016, 2017, 2018

## Виступи в єврокубках
| Сезон   | Турнір         | Раунд | Клуб            | Вдома | На виїзді | Разом |
| ------- | -------------- | ----- | --------------- | ----- | --------- | ----- |
| 2010–11 | Ліга Європи    | 2КР   | Бешикташ        | 0–4   | 0–3       | 0–7   |
| 2012–13 | Ліга Європи    | 1КР   | Гомель          | 0–6   | 0–4       | 0–10  |
| 2013–14 | Ліга Європи    | 1КР   | Інтер Турку     | 1–1   | 1–0       | 2–1   |
| 2013–14 | Ліга Європи    | 2КР   | Петролул        | 0–4   | 0–3       | 0–7   |
| 2014–15 | Ліга Європи    | 1КР   | Даугава         | 2–1   | 1–1       | 3–2   |
| 2014–15 | Ліга Європи    | 2КР   | Тромсе          | 0–0   | 2–1       | 2–1   |
| 2014–15 | Ліга Європи    | 3КР   | Рієка           | 1–5   | 0–4       | 1–9   |
| 2015–16 | Ліга Європи    | 1КР   | Русенборг       | 0–2   | 0–0       | 0–2   |
| 2016–17 | Ліга Європи    | 1КР   | Вентспілс       | 0–2   | 0–2       | 0–4   |
| 2017–18 | Ліга чемпіонів | 1КР   | Трепча'89       | 2–1   | 4–1       | 6–2   |
| 2017–18 | Ліга чемпіонів | 2КР   | Гапнарфйордур   | 0–2   | 1–1       | 1–3   |
| 2018–19 | Ліга чемпіонів | 1КР   | ГІК             | 1–2   | 1–3       | 2–5   |
| 2018–19 | Ліга Європи    | 2КР   | Торпедо Кутаїсі | 0–4   | 0–3       | 0–7   |